# Matthias Sigurðarson
Matthias M. Sigurðarson (* 31. August 1991) ist ein ehemaliger isländischer Eishockeyspieler, der zuletzt bis 2012 in der zweiten Mannschaft von Stjernen Hockey in der zweithöchsten norwegischen Spielklasse, der 1. divisjon, spielte.

## Karriere
Matthias Sigurðarson spielte seine gesamte Eishockeykarriere in Norwegen bei Stjernen Hockey, wo er zunächst in der U19-Mannschaft eingesetzt wurde, aber bereits als 16-Jähriger in der zweiten Herren-Mannschaft in der 1. divisjon debütierte. Nach der Spielzeit 2011/12 beendete er im Alter von knapp 21 Jahren seine Karriere.

### International
Matthias spielte bereits als Jugendlicher für Island. Er nahm an der Division III der U20-Weltmeisterschaft 2010, bei der er als Torschützenkönig und gemeinsam mit dem Türken Cüneyt Baykan Topscorer auch zum besten Stürmer des Turniers gewählt wurde, und der Division II der U20-Weltmeisterschaft 2011 teil.
Für die Herren-Nationalmannschaft spielte Matthias in der Division II bei den Weltmeisterschaften 2010, 2011 und 2012.

## Erfolge und Auszeichnungen
- 2010: Aufstieg in die Division II bei der U20-Weltmeisterschaft der Division III
- 2010: Torschützenkönig, Topscorer und bester Stürmer bei der U20-Weltmeisterschaft der Division III